# Mauretanische Volleyballnationalmannschaft der Frauen
Die mauretanische Volleyballnationalmannschaft der Frauen ist die Auswahl mauretanischer Volleyballspielerinnen, welche die Fédération de Volley-Ball de la République Islamique de Mauritanie (FVBRIM) auf internationaler Ebene, beispielsweise in Freundschaftsspielen gegen die Auswahlmannschaften anderer nationaler Verbände, aber auch bei internationalen Wettbewerben repräsentiert. 1964 trat der nationale Verband dem Weltverband Fédération Internationale de Volleyball (FIVB) bei. Im August 2012 wurde die Mannschaft nicht in der Weltrangliste geführt.

## Internationale Wettbewerbe

### Mauretanien bei Weltmeisterschaften
Die Mannschaft konnte sich bisher nicht für eine Weltmeisterschaft qualifizieren.

### Mauretanien bei Olympischen Spielen
Bisher gelang es der Mannschaft nicht, sich für die olympischen Spiele zu qualifizieren.

### Mauretanien bei Afrikameisterschaften
Die Mannschaft kann bisher keine Teilnahmen an der Afrikameisterschaft vorweisen:
| - 1976: nicht qualifiziert - 1985: nicht qualifiziert - 1987: nicht qualifiziert - 1989: nicht qualifiziert - 1991: nicht qualifiziert - 1993: nicht qualifiziert - 1995: nicht qualifiziert - 1997: nicht qualifiziert | - 1999: nicht qualifiziert - 2001: nicht qualifiziert - 2003: nicht qualifiziert - 2005: nicht qualifiziert - 2007: nicht qualifiziert - 2009: nicht qualifiziert - 2011: nicht qualifiziert |

### Mauretanien bei den Afrikaspielen
Mauretaniens Volleyballnationalmannschaft der Frauen nahm bisher ein Mal an den Wettbewerben der Afrikaspiele teil: im Jahr 1987 konnte die Mannschaft die Bronzemedaille gewinnen.

### Mauretanien beim World Cup
Mauretanien kann bisher keine Teilnahme am World Cup – dem Qualifikationsturnier für die Olympischen Spiele – vorweisen.

### Mauretanien beim World Grand Prix
Der World Grand Prix fand bisher ohne die Beteiligung der mauretanische Frauenmannschaft statt.